# Lockheed DC-130

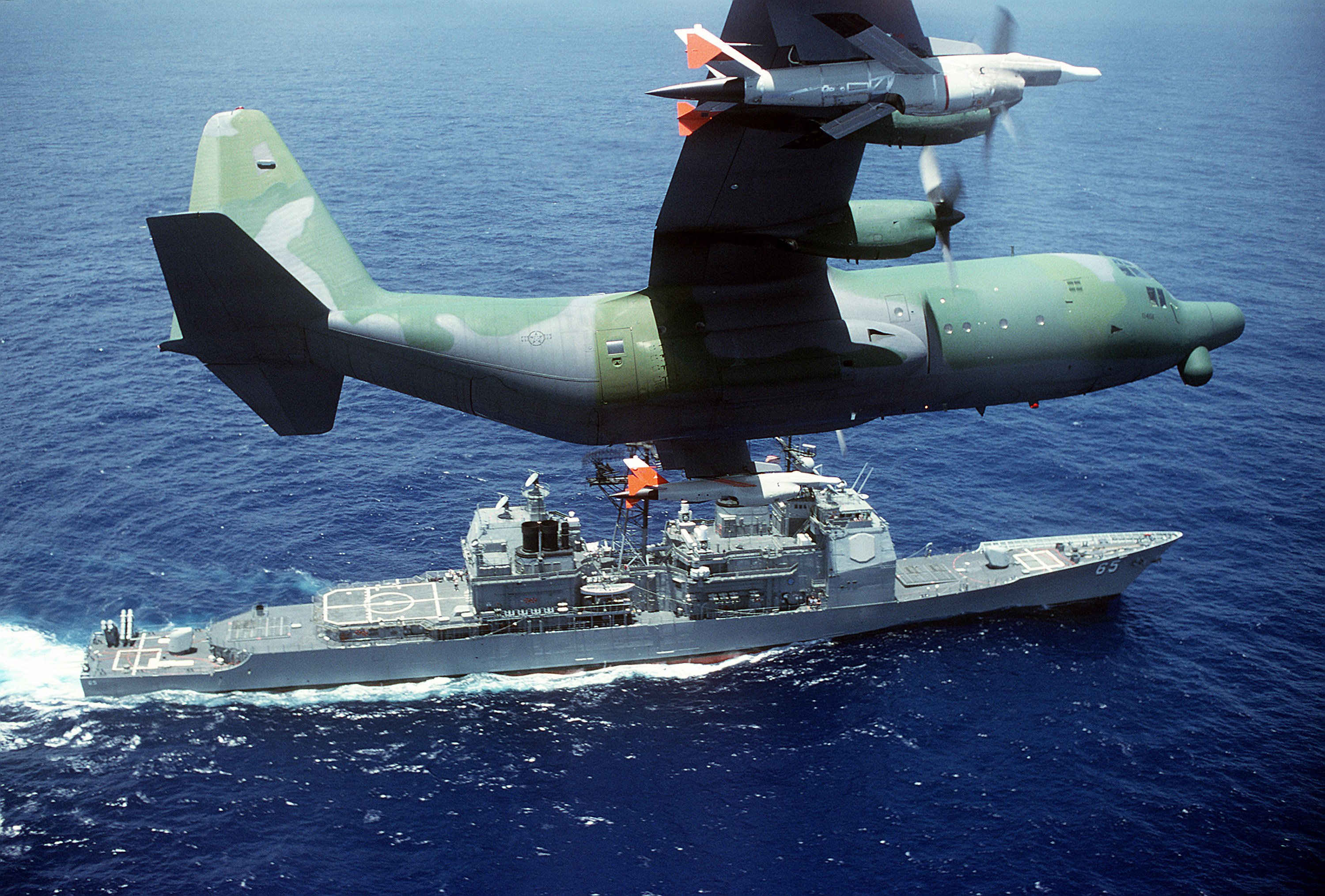
Un DC-130H au-dessus du croiseur USS Chosin (CG-65) de la classe Ticonderoga en 1991.

Le Lockheed DC-130 est une variante du C-130 Hercules conçue pour le contrôle des drones. Il pouvait transporter jusqu'à 4 drones cibles Ryan Firebee sous ses ailes. Ce programme, trop onéreux, a été arrêté au début des années 2000.

## Historique

### Origines du programme
Depuis la Première Guerre mondiale, les forces aériennes de nombreux pays ont étudié différents moyens de contrôler à distance les avions. Stimulée par l'incident de l'U-2 de 1960, l'US AIr Force a regagné de l'intérêt pour l'utilisation de véhicules aériens sans pilote, ou drones, pour obtenir des renseignements sur le système de missiles sol-air SA-2 Guideline. Sous les noms de code "Lightning Bug" et "Compass Cookie", les drones cibles Firebee ont été modifiés pour la reconnaissance sous le nom de Ryan Model 147. Ces drones ont été testés au-dessus de la Corée du Nord et de la Chine après l'incident du golfe du Tonkin en août 1964.
Bien que parfait pour la reconnaissance, l'utilisation d'une camionnette radar au sol pour le commandement, la poursuite et le contrôle limite la capacité des drones. L'équipe contrôlant les drones était également limitée à une seule zone de récupération stationnaire. Afin d'améliorer la portée et la récupérabilité des drones, certains C-130A ont été modifiés à partir de 1957 pour transporter les drones sur des pylônes sous les ailes et ont été renommés GC-130, MC-130 ou DC-130.

### Les drones

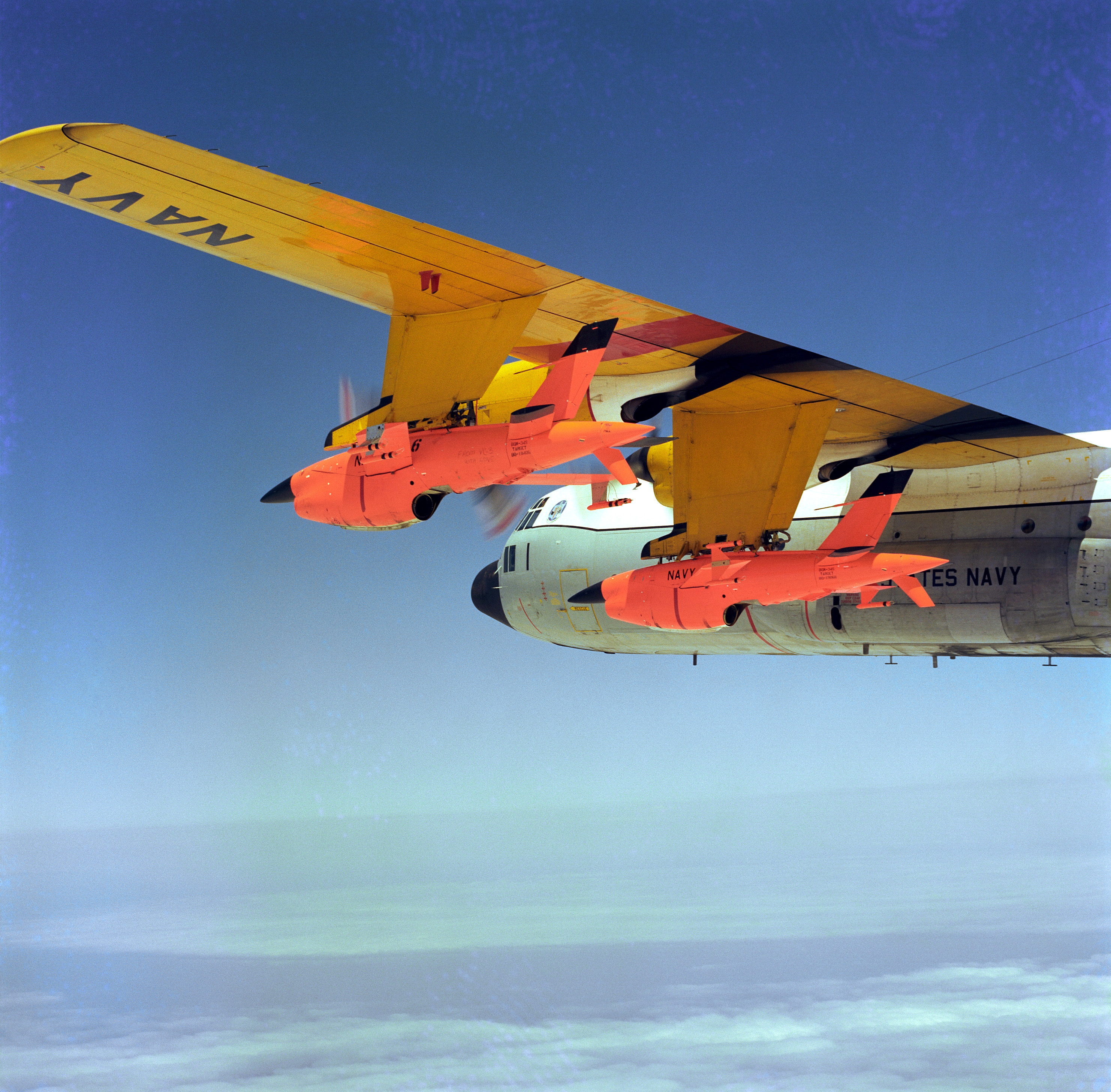
Un Lockheed DC-130 portant deux drones cibles BQM-34 Firebee sous une de ses ailes (1975).

## Description
Les DC-130 pouvaient lancer, suivre et contrôler les drones. L'avion contenait deux stations de lancement (une pour chaque drone), à partir desquelles tous les systèmes du drone étaient activés et vérifiés : leurs moteurs étaient démarrés, effectuaient leurs vérifications et étaient réglés à la bonne puissance pour le lancement. Une station de deux hommes, juste à l'arrière de la cabine de vol, contenait toutes les fonctions de suivi et de contrôle. Les instruments affichaient toutes les données transmises par le drone, telles que son cap, sa vitesse, son altitude, sa puissance et ses attitudes de vol. Les données de navigation et de suivi étaient transmises à un système qui traçait la position réelle du drone et du DC-130 sur une grande carte devant les opérateurs. La trajectoire prévue pour le drone était tracée sur la carte, ce qui permettait à l'équipage de détecter immédiatement tout écart de sa trajectoire de vol. Les contrôleurs de drones surveillaient et enregistraient les données vidéo provenant de drones équipés de caméras de télévision et enregistraient toutes les autres données collectées par d'autres drones à usage spécial.